# Arctiinae
Le Arctiinae Leach, 1815 sono una sottofamiglia di lepidotteri appartenente alla famiglia Erebidae, diffusa in tutti i continenti. Comprendono circa 11.000 specie e fino al 2005 venivano considerate una famiglia a sé stante.

## Comportamento
Numerose specie presentano colorazioni aposematiche e vi sono anche casi di mimetismo batesiano e mülleriano. Per difendersi da predatori come i pipistrelli, che individuano la preda con l'udito e non con la vista, le Arctinae possiedono organi timpanici in grado di percepire gli ultrasuoni; come risposta esse emettono a loro volta ultrasuoni, in modo che i pipistrelli le possano riconoscere ed evitare a causa del loro sapore disgustoso.

## Tassonomia
Tribù: Arctiini
Comprendono le sottotribù Arctiina, Callimorphina, Pericopina, Phaegopterina, Ctenuchina, Euchromiina.
Generi: Acantharctia - Acerbia - Acyclania - Aemilia - Afroarctia - Agaltara - Agoraea - Agunaix - Alexicles - Alpenus - Amastus - Amaxia - Amerila - Ammalo - Amphelarctia - Amphicallia - Amsacta - Amsactarctia - Amsactoides - Anaphela - Anaxita - Antiotricha - Apantesis - Aphyarctia - Aphyle - Apiconoma - Apocrisias - Apyre - Arachnis - Araeomolis - Arctagyrta - Arctia - Arctiarpia - Ardices - Areas - Argina - Astralarctia - Axiopoena - Axiopoeniella - Azatrephes - Balaca - Baritius - Baroa - Belemnia - Bernathonomus - Bertholdia - Binna - Biturix - Bucaea - Calidota - Callindra - Calpenia - Camptoloma - Carales - Carathis - Carcinarctia - Carcinopyga - Carpostalagma - Caryatis - Castrica - Cheliosea - Chlorhoda - Chlorocrisia - Cisseps - Cissura - Coiffaitarctia - Coscinia - Cratoplastis - Creatonotos - Cresera - Ctenucha - Curoba - Cyanarctia - Cycnia - Cymaroa - Cymbalophora - Dasyarctia - Demolis - Dialeucias - Digama - Dinia - Dionychoscelis - Disconeura - Disparctia - Dodia - Echeta - Ectypia - Elysius - Emurena - Epicrisias - Epilacydes - Epimolis - Epimydia - Eriostepta - Ernassa - Estigmene - Eucereon - Euceriodes - Euchaetes - Eucharia - Euchlaenidia - Euchromia - Eucyrta - Euerythra - Euplesia - Eupseudosoma - Evius - Eyralpenus - Fasslia - Fodinoidea - Galtara - Gastrochrysia - Glaucostola - Gonotrephes - Gorgonidia - Grammarctia - Grammia - Graphea - Graphelysia - Haemanota - Haemaphlebiella - Halysidota - Haploa - Haplonerita - Heliozona - Hemihyalea - Hiera - Himerarctia - Holomelina - Hyalarctia - Hyalarctia - Hyalocoa - Hyperandra - Hyperborea - Hypercompe - Hypercompe - Hyperthaema - Hyphantria - Hyphoraia - Hypidalia - Hypidota - Hypocrisias - Hypomolis - Hyponerita - Idalus - Ilemodes - Ischnarctia - Ischnocampa - Ischnognatha - Karschiola - Kiriakoffalia - Kodiosoma - Laelapia - Lafajana - Lalanneia - Lampruna - Lepidojulia - Lepidokirbyia - Lepidolutzia - Lepidozikania - Leptarctia - Leucaloa - Leucanopsis - Leucopardus - Lophocampa - Machadoia - Machaeraptenus - Mallocephala - Mannina - Mazaeras - Melanarctia - Melese - Mellamastus - Mellona - Menegites - Metacrias - Metacrisia - Metacrisiodes - Metaxanthia - Migoplastis - Munona - Nannodota - Nebrarctia - Neidalia - Neoarctia - Neochelonia - Neochelonia - Neonerita - Neozatrephes - Neritos - Neuroxena - Nezula - Niasana - Nikaea - Notarctia - Nyctemera - Nyearctia - Ochrodota - Ocnogyna - Omochroa - Onythes - Opharus - Ordishia - Ormetica - Pachydota - Palaeomolis - Panachranta - Panaxia - Paracles - Paralacydes - Paramaenas - Paramsacta - Paranerita - Paraplastis - Pararctia - Parasemia - Parathyris - Pareuchaetes - Parevia - Pelochyta - Pericallia - Phaegoptera - Phaeomolis - Phaos - Philoros - Phlyctaenogastra - Phragmatobia - Phryganopteryx - Pithea - Platarctia - Platyprepia - Poecilarctia - Premolis - Preparctia - Procanthia - Proschaliphora - Pryteria - Pseudalus - Pseudapistosia - Pseudarctia - Pseudischnocampa - Pseudogaltara - Pseudopharus - Pseudotessellarctia - Psychophasma - Pteroodes - Purius - Pydnaodes - Pygarctia - Pyrrharctia - Regobarrosia - Rhipha - Rhodogastria - Robinsonia - Romualdia - Saenura - Scaptius - Schalotomis - Sebastia - Secusio - Seirarctia - Selenarctia - Senecauxia - Seydelia - Soritena - Spilosoma - Stenarctia - Stenucha - Stidzaeras - Sutonocrea - Sychesia - Symphlebia - Syntomostola - Tamsita - Teracotona - Tessella - Tessellarctia - Tessellota - Theages - Thyromolis - Thysanoprymna - Tinoliodes - Trichromia - Trichura - Tricypha - Trocodima - Turuptiana - Tyria - Utetheisa - Venedictoffia - Virbia - Viviennea - Wanderbiltia - Watsonidia - Xanthoarctia - Xanthomaenas - Xanthophaeina - Zaevius - Zatrephes
Tribù: Lithosiini
Comprendono le sottotribù Phryganopterygina, Acsalina, Eudesmiina, Cisthenina, Nudariina, Endrosina, Lithosiina.
Generi: Abrochocis - Acanthofrontia - Acco - Achroosia - Aclytophanes - Acsala - Adoxosia - Adrepsa - Aeolosia - Aethosia - Agkonia - Aglossosia - Agrisius - Agylla - Agylloides - Alepista - Allochrista - Amalodeta - Amplicincia - Anaemosia - Anaene - Anaphleps - Anaphosia - Anaulosia - Antona - Apaidia - Apistosia - Apogurea - Apothosia - Aptilosia - Archilema - Archithosia - Ardonea - Ardonissa - Aresia - Areva - Arhabdosia - Arrhythmica - Ascaptesyle - Asparus - Astacosia - Asura - Asurgylla - Asuridia - Asuridoides - Asythosia - Atelophleps - Ateucheta - Atolmis - Avela - Balbura - Barsinella - Birgorima - Bitecta - Blabioides - Blavia - Boadicea - Boenasa - Brachiosia - Bruceia - Bryantia - Brycea - Byrsia - Calamidia - Callisthenia - Caprimimodes - Carcinopodia - Carilephia - Castronia - Castulo - Caulocera - Celamodes - Chamaita - Chionaema - Chionosia - Chiretolpis - Chlorogenia - Chrysaeglia - Chrysaegliodes - Chrysallactis - Chrysasura - Chrysochlorosia - Chrysomesia - Chrysorabdia - Chrysoscota - Chrysozana - Cincia - Clemendana - Clemensia - Cloesia - Comachara - Conilepia - Costarcha - Cragia - Crambidia - Cristulosia - Crocodeta - Crocosia - Ctenane - Ctenosia - Cybosia - Cyclomilta - Cyclosiella - Cyclosodes - Cyclosticta - Damias - Darantasia - Darantasiella - Darantoides - Deloplotela - Deua - Diaconisia - Diadesmola - Diarhabdosia - Dichrostoptera - Diduga - Didymonyx - Dipaenae - Disaulota - Disoidemata - Dixanaene - Dohertya - Dolichesia - Dolichesia - Dotha - Eilema - Endrosa - Epeiromulona - Epitalara - Eriomastyx - Euclemensoides - Euconosia - Eucyclopera - Eudesmia - Eudoliche - Eugoa - Eugonosia - Eugraphosia - Euproctosia - Eurosia - Eurozonosia - Eurylomia - Eurynora - Eurypeplella - Eutane - Eutelesia - Euthyone - Euzeugapteryx - Exilisia - Fabresema - Gampola - Garudinia - Garudinistis - Garudinodes - Gaudeator - Genus unknown - Geridixis - Geriojennsa - Glaucosia - Gnamptonychia - Graphosia - Graptasura - Grucia - Gylla - Gymnasura - Gymnochroma - Habrochroma - Haematomis - Halone - Halurgia - Hanoisiella - Hassleria - Hectobrocha - Heliorabdia - Heliosia - Hemipsilia - Hemonia - Hestiarcha - Hesychopa - Heterallactis - Heterotropa - Hobapromea - Holochrea - Holocraspedon - Hypagoptera - Hypareva - Hypasura - Hypermaepha - Hyperthagylla - Hypeugoa - Hypoprepia - Hyposhada - Hyposiccia - Idopterum - Illice - Inopsis - Ionthas - Isorropus - Katmeteugoa - Lacydoides - Lambula - Lambulodes - Lambulosia - Lamprosiella - Lamprostola - Lepidilema - Lepista - Leptopepla - Lerina - Leucorhodia - Lexis - Licnoptera - Lithoprocris - Lithosarctia - Lithosia - Lobilema - Lobobasis - Lomuna - Lycomorpha - Lycomorphodes - Lymantriopsis - Lysceia - Macaduma - Macadumosia - Machairophora - Macrobrochis - Macroptila - Macrosia - Mahensia - Malesia - Mantala - Marsypophora - Megalobosia - Melaneama - Melastrota - Meneclia - Metagylla - Metallosia - Metalobosia - Metareva - Meterythrosia - Meteugoa - Meteura - Metexilisia - Micrilema - Microhyle - Micrommia - Microtane - Miltasura - Miltochrista - Mimulosia - Mintopola - Mithuna - Monosyntaxis - Mulona - Muxta - Nanna - Narosodes - Neagylla - Neardonaea - Neasura - Neasuroides - Neoblavia - Neobrocha - Neoduma - Neomulona - Neoplynes - Neoscaptia - Neosiccia - Neotalara - Neothyone - Neozana - Nephelomilta - Nephelosia - Nesiotica - Nilgiricola - Nipponasura - Nishada - Nodozana - Nolinophanes - Novosia - Nudaria - Nudina - Nudosia - Nudur - Nyctochroa - Nyctosia - Ochrota - Odozana - Oedaleosia - Oeonistis - Oeonosia - Omiosia - Onychipodia - Onymapata - Opsaroa - Oreopola - Ovenna - Ovipennis - Oxacme - Pachasura - Pachycerosia - Padenia - Padenodes - Pagara - Paidia - Palaeopsis - Palaeosia - Palaeosiccia - Palaeotype - Palaeozana - Parabitecta - Paracincia - Paradohertya - Paradoxosia - Paragylla - Paralithosia - Paramulona - Paraona - Paraonagylla - Parapalosia - Parascolia - Parashada - Parasiccia - Paratalara - Paratype - Parelictis - Paremonia - Parexilisia - Parvicincia - Pasteosia - Paulianosia - Paurophleps - Pelosia - Phacusosia - Phaeophlebosia - Phaeosia - Phaulosia - Phenacomorpha - Philenora - Phlogomera - Physetocneme - Pitane - Pliniola - Plumareola - Poliodule - Poliosia - Porphyrochrysa - Prepiella - Prinasura - Procridia - Procrimima - Progona - Prolobosia - Pronola - Prosiccia - Protolithosia - Proxhyle - Pseudilema - Pseudlepista - Pseudoblabes - Pseudomacroptila - Pseudophanes - Pseudoscaptia - Ptychoglene - Pusiola - Pusiolania - Pygoctenucha - Ranghana - Rhabdatomis - Rhagophanes - Rhodographa - Saozana - Scaphidriotis - Scaptesyle - Schalodeta - Schistophleps - Scoliacma - Scoliosia - Serincia - Seripha - Setina - Siccia - Sicciaemorpha - Siculifer - Siopastea - Snellenopsis - Sozusa - Spatulosia - Stenarcha - Stenaulis - Stenilema - Stenopterosia - Stenoscaptia - Stenosia - Sterrhosia - Stictosia - Stigmatophora - Striosia - Sylescaptia - Symmetrodes - Syntomimorpha - Talara - Tampea - Teinomastyx - Teratopora - Tesma - Teulisna - Thallarcha - Thermeola - Thermograpta - Threnosia - Thumatha - Tigrioides - Tineopsis - Tmetoptera - Tortricosia - Torycus - Tospitis - Trichareva - Trischalis - Trissobrocha - Tropacme - Tuina - Turlinia - Tylanthes - Urozana - Utriculofera - Vianania - Viettesia - Vulmara - Xanthetis - Xantholopha - Yelva - Zadadrina - Zobida - Zygaenosia
Tribù: Syntomini
Comprendono le sottotribù Syntomina e Thyretina.
Generi: Amata - Anapisa - Apisa - Automolis - Balacra - Bergeria - Collartisa - Collocaliodes - Dysauxes - Hippurarctia - Meganaclia - Melisa - Metamicroptera - Microbergeria - Nacliodes - Neobalacra - Neophemula - Owambarctia - Pachyceryx - Paramelisa - Pseudmelisa - Pseudodiptera - Rhipidarctia - Takwa - Thyretarctia - Thyretes
Incertae sedis
Generi: Abnormipterus - Abrochia - Aclytia - Aethria - Agyrta - Agyrtidia - Agyrtiola - Alandria - Allanwatsonia - Anaphlebia - Androcharta - Antichloris - Anycles - Aphra - Apocerea - Are - Argyroeides - Atucia - Atyphopsis - Autochloris - Belemniastis - Bodosa - Bombopsyche - Borearctia - Burtia - Cacostatia - Caeneressa - Callitomis - Callopepla - Calodesma - Calonotos - Caribarctia - Caridarctia - Ceramidia - Ceramidiodes - Cercocladia - Cercopimorpha - Ceryx - Chetone - Chrostosoma - Chrysocale - Clystea - Composia - Corematura - Coreura - Correbia - Correbidia - Cosmosoma - Crocomela - Ctenuchidia - Cyanohypsa - Cyanopepla - Dahana - Dasysphinx - Delphyre - Diaxanthia - Didaphne - Didasys - Diospage - Diptilon - Dixophlebia - Dubianaclia - Dycladia - Dysschema - Ecdemus - Empyreuma - Enope - Epanycles - Epectaptera - Ephestris - Epidesma - Episcea - Epitoxis - Eressa - Eriphioides - Euagra - Euchlorostola - Eucyanoides - Eumenogaster - Eunomia - Eupyra - Eurata - Eutomis - Fletcherinia - Galtarodes - Gangamela - Gardinia - Gnophaela - Gymnelia - Heliura - Herea - Histioea - Holoarctia - Holophaea - Homoeocera - Homoneuronia - Hoppiana - Horama - Horamella - Hyalaethea - Hyaleucerea - Hyalomis - Hyalurga - Hyda - Hypatia - Hyperphara - Hypocladia - Hypocrita - Ichoria - Isanthrene - Isia - Isostola - Ixylasia - Josiomorpha - Leopoldina - Lepidoneiva - Leptoceryx - Leucopleura - Leucotmemis - Loxomima - Loxophlebia - Loxozona - Lymire - Macrocneme - Maculonaclia - Mallodeta - Marecidia - Maurica - Melanonaclia - Mesenochroa - Mesocerea - Mesothen - Metacrocea - Metaloba - Metamya - Metastatia - Methysia - Mevania - Micragrella - Micragyrta - Micralarctia - Microgiton - Micronaclia - Microstola - Midara - Mimagyrta - Mydromera - Myopsyche - Mystrocneme - Nannoceryx - Neeressa - Neotrichura - Neritonaclia - Notophyson - Nyridela - Orcynia - Oreoceryx - Osmocneme - Paraceryx - Paradinia - Paraethria - Paralaethia - Paramevania - Paramyopsyche - Parascaptia - Parascepsis - Parastatia - Patreliura - Pezaptera - Phaenarete - Phaeosphecia - Phaio - Phaloe - Phaloesia - Pheia - Phoenicoprocta - Phoeniostacta - Pleurosoma - Poecilosoma - Poliopastea - Pompiliodes - Pompilopsis - Praemastus - Procalypta - Proctocopis - Propyria - Prosopidia - Prytania - Pseudaclytia - Pseudaethria - Pseudamastus - Pseudoceryx - Pseudohyaleucerea - Pseudonaclia - Pseudophaio - Pseudophaloe - Pseudopompilia - Pseudosphecosoma - Pseudosphenoptera - Pseudosphex - Psichotoe - Psilopleura - Psoloptera - Ptychotricos - Rhynchopyga - Riccia - Romualdisca - Sagaropsis - Sarosa - Saurita - Sauritinia - Scearctia - Scelilasia - Scena - Schasiura - Sciopsyche - Seileria - Sermyla - Sesiura - Soganaclia - Sonorarctia - Sphaeromachia - Sphecomimax - Sphecops - Sphecosoma - Sthenognatha - Stictonaclia - Streptophlebia - Symphlebomis - Syntomeida - Syntomidopsis - Syntrichura - Telioneura - Tenuinaclia - Tervurenia - Thermidarctia - Thumathoides - Thylacoptera - Thyrgis - Thyrogonia - Thyrosticta - Tigridania - Timalus - Tipulodes - Toulgoetinaclia - Trichaeta - Tritonaclia - Tsarafidynia - Tsirananaclia - Uraga - Uranophora - Urolosia - Vadonaclia - Vitronaclia - Vulsinia - Watsonarctia - Xantharete - Xanthomis - Xanthopleura - Xenosoma - Zellatilla - Zigira

## Alcune specie

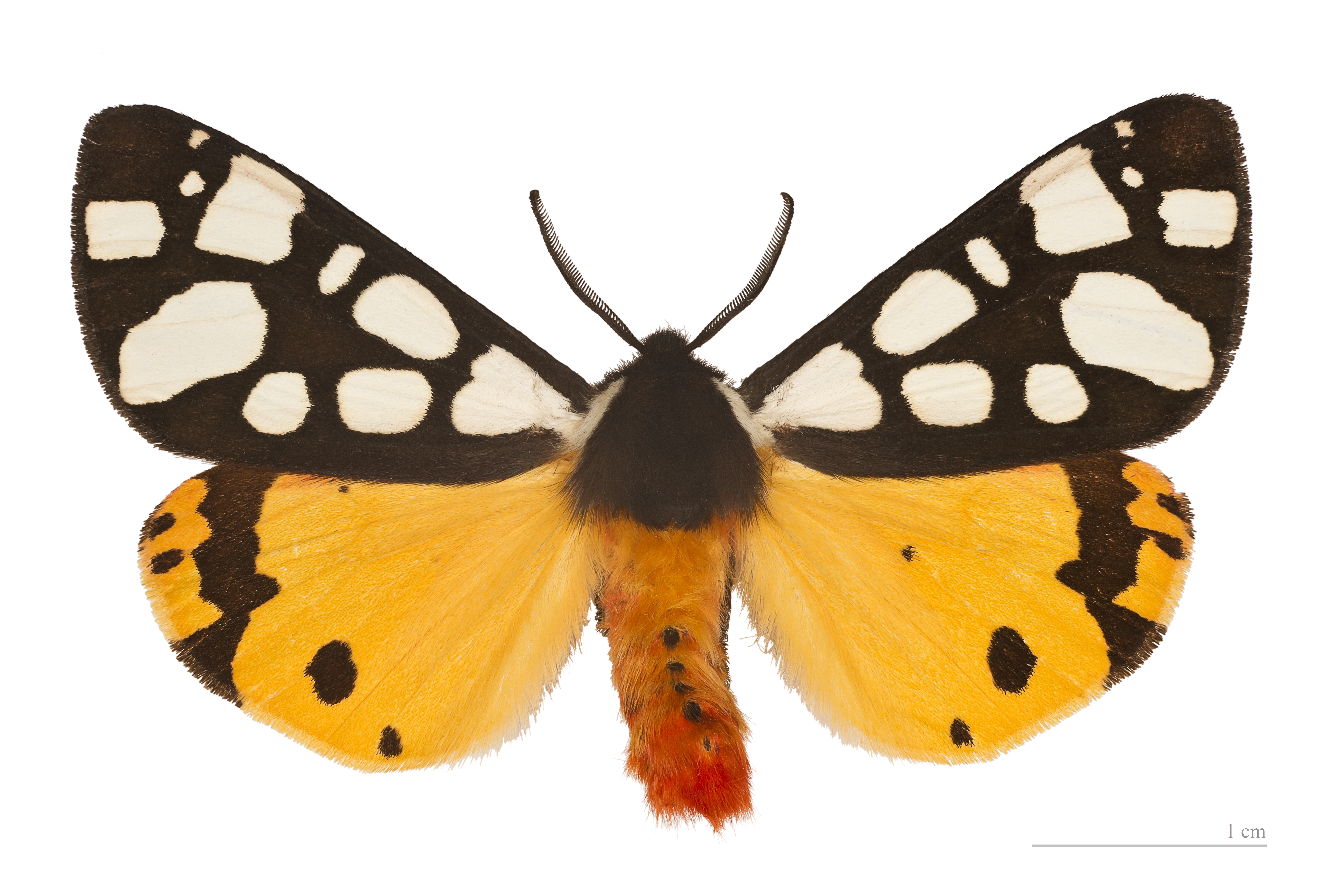
Arctia villica (Arctiini)
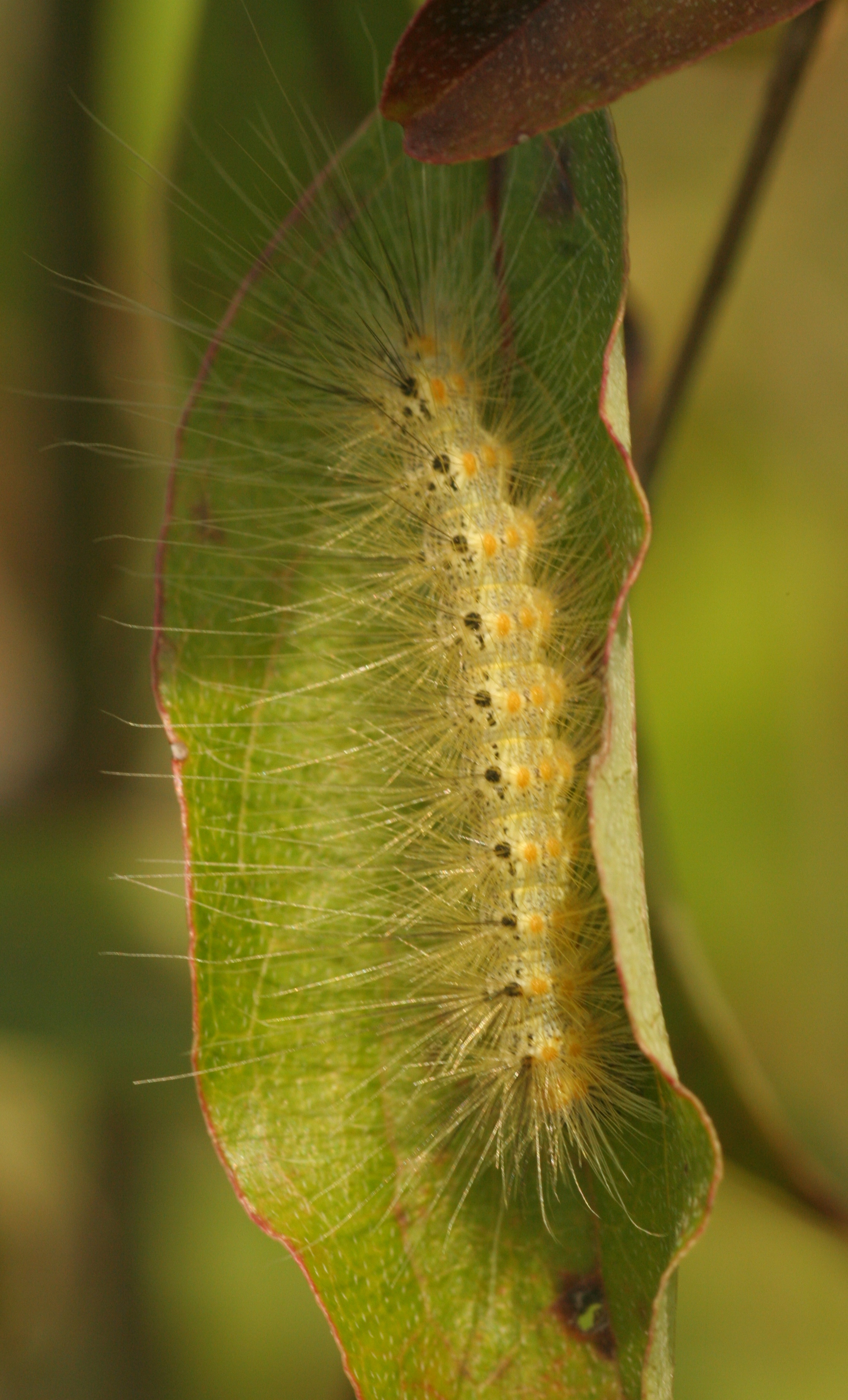
Hyphantria cunea (larva) (Arctiini)
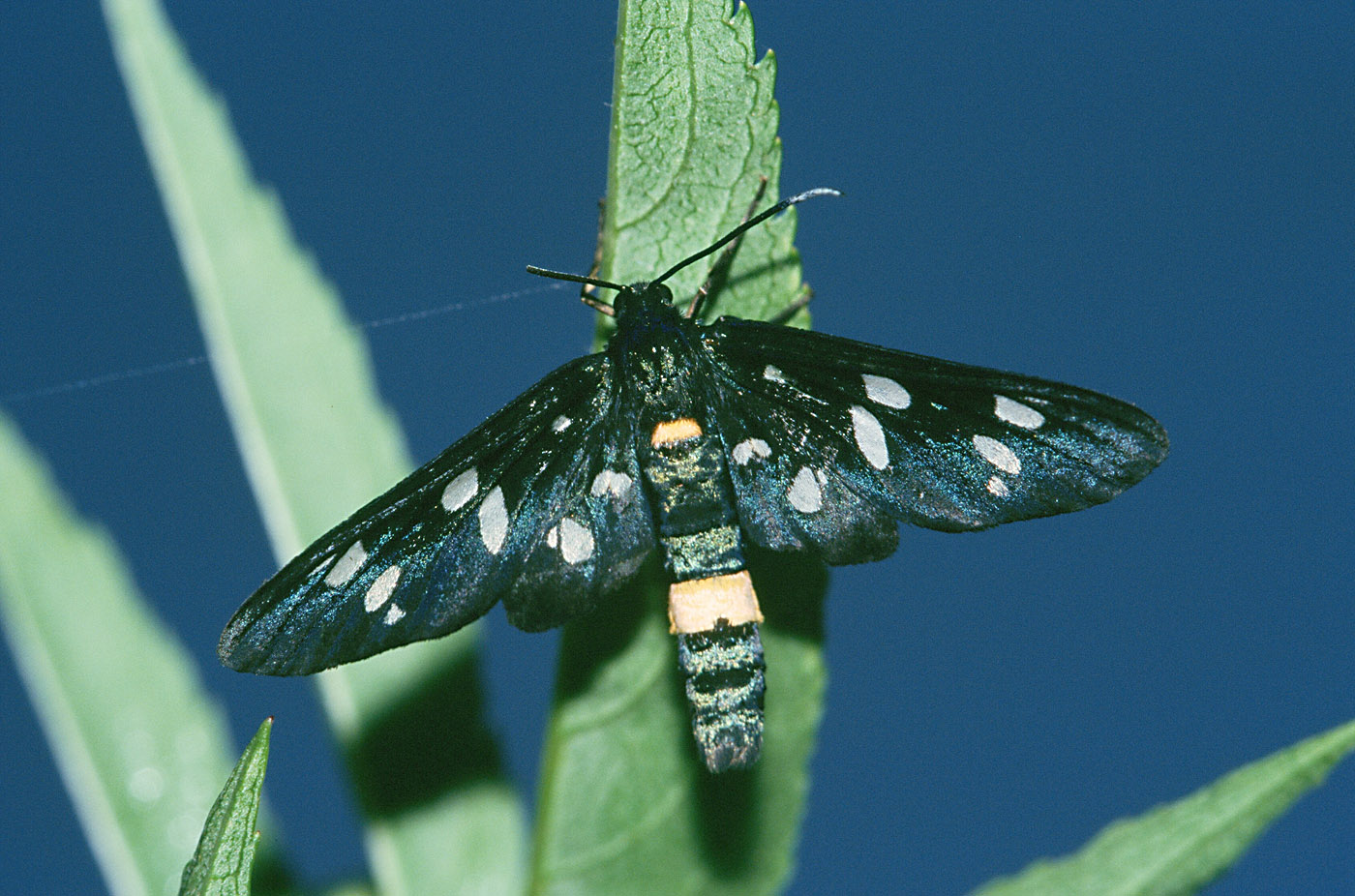
Amata phegea (Syntomini)
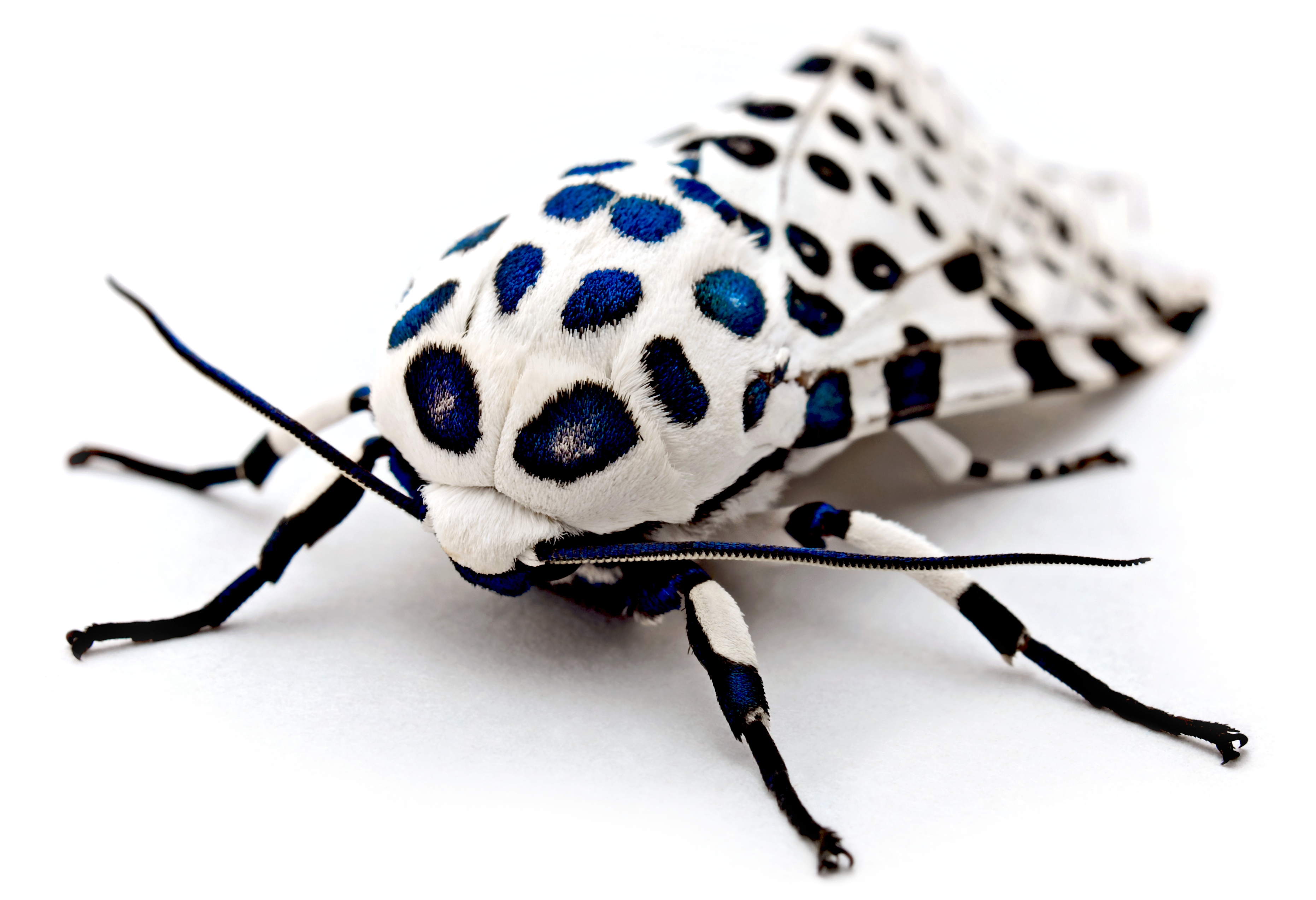
Hypercompe scribonia (Arctiini)
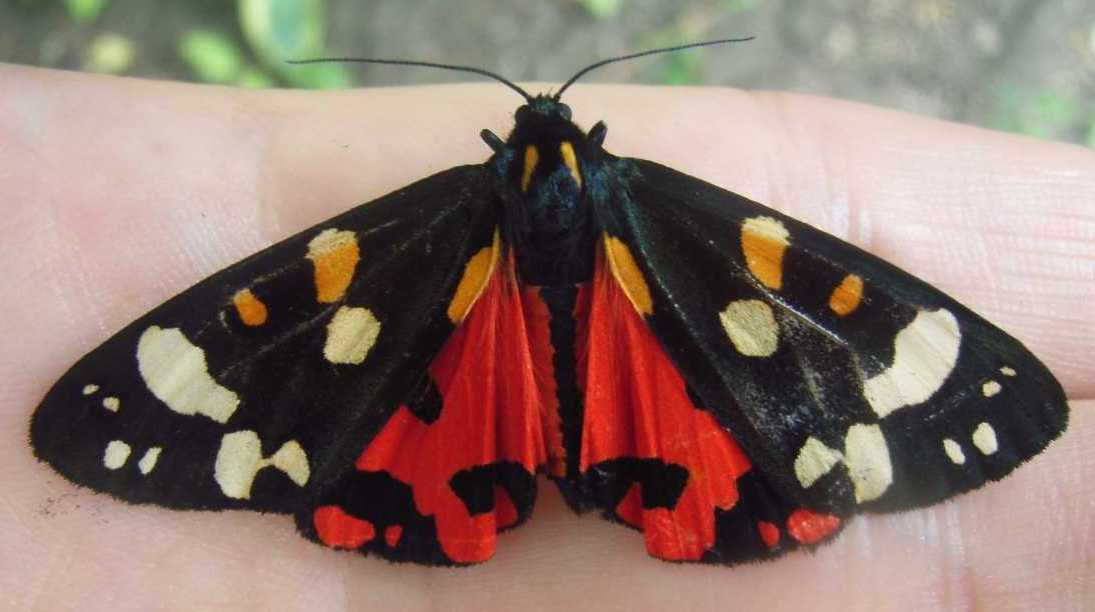
Callimorpha dominula (Arctiini)
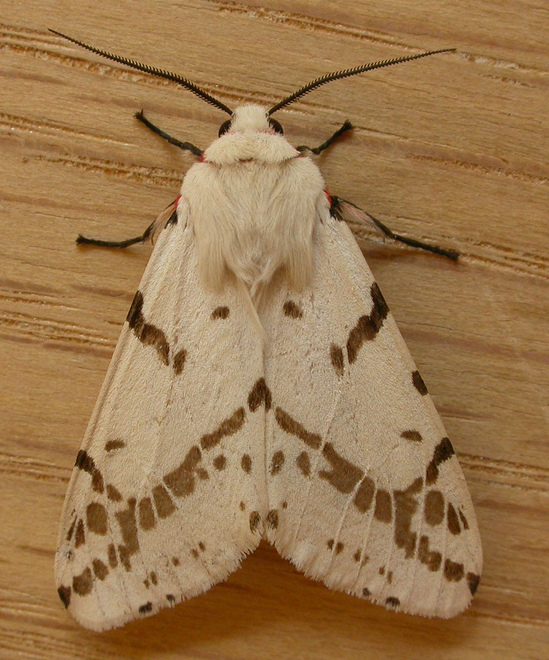
Spilosoma canescens (Arctiini)